# Поколодный, Василий Дмитриевич
Василий Дмитриевич Поколодный (27 июля 1916 — 1 апреля 1942) — командир звена 24-го бомбардировочного авиационного полка (61-я смешанная авиационная дивизия, Брянский фронт), старший лейтенант. Герой Советского Союза.

## Биография
Родился 27 июля 1916 года в посёлке Филипповка, ныне в черте города Харьков (Украина). Работал слесарем-монтажником на Харьковском котельно-механическом заводе.
В 1934 году был призван в Красную Армию. В 1937 окончил военную школу лётчиков. Участвовал в советско-финской войне 1939—1940 годов. На фронтах Великой Отечественной войны с июня 1941 года. Участвовал в битве под Москвой.
К началу 1942 года совершил 102 боевых вылета на бомбардировку. Уничтожил 15 танков, 114 автомашин, 35 бензоцистерн с горючим, более 100 повозок с боеприпасами и пехотой, 2 полевых орудия.
22 марта 1942 года не вернулся с боевого задания. Самолёт был подбит в районе Брянска и совершил вынужденную посадку на территории, занятой противником. 1 апреля при переходе линии фронта погиб в неравном бою. Похоронен в братской могиле в Ягодном Ульяновского района (ныне — Калужской области).
14 февраля 1943 года за образцовое выполнение боевых заданий командования на фронте борьбы с немецкими захватчиками и проявленные при этом отвагу и геройство старшему лейтенанту Поколодному Василию Дмитриевичу присвоено звание Героя Советского Союза (посмертно).
Награждён орденами Ленина, Красного Знамени, Красной Звезды, медалями.